# Montegalda
Montegalda é uma comuna italiana da região do Vêneto, província de Vicenza, com cerca de 3.081 habitantes. Estende-se por uma área de 17 km², tendo uma densidade populacional de 181 hab/km². Faz fronteira com Cervarese Santa Croce (PD), Grisignano di Zocco, Grumolo delle Abbadesse, Longare, Montegaldella, Veggiano (PD).

## Demografia
| Variação demográfica do município entre 1861 e 2011                               |
|                                                                                   |
| Fonte: Istituto Nazionale di Statistica (ISTAT) - Elaboração gráfica da Wikipedia |